# Testikuläre Spermienextraktion
Die testikuläre Spermienextraktion (auch testikuläre Spermatozoenextraktion, TESE) ist eine Behandlungsmethode der Reproduktionsmedizin. Innerhalb der TESE werden aus dem Hodengewebe des Mannes Spermien entnommen, die dann für die Befruchtung der Eizelle innerhalb einer Fertilitätsbehandlung benutzt werden können.

## Indikation
Eine TESE wird dann durchgeführt, wenn aufgrund einer Azoospermie (Keine Spermien im Ejakulat), Aspermie (kein Ejakulat), Kryptozoospermie (sehr wenig Spermien im Ejakulat) oder Nekrozoospermie (keine lebenden Spermien im Ejakulat) keine befruchtungsfähigen Spermazellen im Ejakulat enthalten sind. Außerdem kann eine TESE bei ausgeprägter Teratozoospermie (zu wenig oder keine normal geformten Spermien im Ejakulat) zu einem besseren Befruchtungsergebnis führen.
Vor der Behandlung sollten behebbare Hormonungleichgewichte oder andere Beeinträchtigungen ausgeschlossen werden, da nur wenige TESE Behandlungen möglich sind und eine anschließende, vollkommene Unfruchtbarkeit des Mannes nicht auszuschließen ist.

## Geschichte
Das Verfahren der Spermiengewinnung aus einer Hodenbiopsie wurde 1993 entwickelt.

## Der Eingriff
Bei dem unter Narkose stattfindenden Eingriff werden aus einem oder beiden Hoden Gewebestücke entnommen und Probenweise darauf untersucht, ob sich im entnommenen Gewebe Spermien befinden. Anschließend werden die entnommenen Gewebestücke eingefroren (kryokonserviert) um für eine spätere Kinderwunschbehandlung verwendet zu werden.
Bei dem Eingriff werden einseitig oder beidseitig über einen kleinen Schnitt am Hodensack der Hoden freigelegt und die Hodenkapsel eingeschnitten. Dann werden die Gewebestücke entnommen und geprüft. Genäht werden die Schnitte meist mit selbstauflösenden Fäden, die nicht gezogen werden sollen.
Das entnommene Stück Hodengewebe enthält sowohl Spermien als auch Zellen, die Spermien und Sexualhormone produzieren. Da das entnommene Gewebestück sehr klein ist, ist das Risiko einer anschließenden Beeinträchtigung eher gering. Aufgrund des weiteren geringen operativen Risikos wird der Eingriff meist ambulant durchgeführt.
Die anschließende Abheilungszeit wird meist mit 14 Tagen angegeben.

## Kombinierte Fertilitätsbehandlungen
Da die entnommenen Spermien in Beweglichkeit und Anzahl meist stark eingeschränkt sind, werden diese nur in Kombination mit einer ICSI verwendet, bei der innerhalb eines stimulierten Zyklus der Frau mehrere Eizellen entnommen und im Labor mit direkter Injektion der Spermazelle befruchtet werden. Von einer Kombination mit einer IVF oder IUI ist abzuraten.